# Fronte di Liberazione Nazionale (Burundi)
Il Fronte di Liberazione Nazionale (in francese Front de libération nationale - FROLINA) è stato un gruppo ribelle di etnia Hutu operativo in Burundi. Dal 2010 è un movimento politico.

## Storia
Il FROLINA è giudicato un gruppo minore nell'ambito della guerra civile in Burundi, soprattutto se confrontato al Consiglio Nazionale per la Difesa della Democrazia - Forze per la Difesa della Democrazia e alle Forze Nazionali di Liberazione che solo recentemente ha firmato un trattato di cessate il fuoco.
In occasione delle elezioni legislative del 2010 ha concorso come partito politico, ottenendo lo 0,38% dei voti senza conseguire alcuna rappresentanza.

## Risultati elettorali
| Elezioni         | Voti  | Seggi   |
| ---------------- | ----- | ------- |
| Legislative 2010 | 8.544 | 0 / 106 |